# ベルデ島水路
ベルデ島水路（ベルデとうすいろ、Isla Verde Passage または Verde Island Passage）は、フィリピンのルソン島とミンドロ島の間にある水路（海峡）であり、フィリピン内航の重要な航路である。水路の北側がバタンガス州、南側がオリエンタル・ミンドロ州、オクシデンタル・ミンドロ州との州境になっている。水路内にベルデ島、マリカバン島が浮かび、ルバング諸島の南はカラヴィテ水路へと続いている。
座標: 北緯13度34分 東経120度55分 / 北緯13.567度 東経120.917度